# 캐서린 라나사
캐서린 러나사(Katherine LaNasa, 1966년 12월 1일 ~ )는 미국의 배우, 전 발레 무용가, 안무가이다.

## 출연 작품
- 사랑만 있으면 되나요? (2016)
- 스퀴즈 (2015)
- 내 아내의 행복한 장례식 (2012)
- 선거 캠페인 (2012)
- 프로즌 그라운드 (2012)
- 럭키 원스 (2008)
- 러브 몽키 (2006)
- 나를 책임져, 알피 (2004)
- 더 데스트니 오브 마티 파인 (1996)
- 스키즈폴리스 (1996)
- 테크노 킬러 (1996)
- 모털 피어 (1994)
- 플래시파이어 (1993)
- 유희의 종말 (1992)
- 뒤로 가는 남과 여 (1989)

### 텔레비전
- 저징 에이미 (2003-05)
- 두 남자와 1/2 (2006-11)
- 빅 러브 (2009-11)
- 디펜더스: 유쾌한 변호사들 (2010-11)
- Normal (2011) - 파일럿 편
- 롱마이어 (2012-13)
- 디셉션 (2013)
- 새티스팩션 (2014-15, Satisfaction)
- Imposters (2017-18)